# Іван Пеліццолі
Іван Пеліццолі (італ. Ivan Pelizzoli, нар. 18 листопада 1980, Бергамо) — італійський футболіст, воротар клубу «П'яченца».
Виступав, зокрема, за клуб «Рома», а також національну збірну Італії.
Володар Суперкубка Італії з футболу. Володар Кубка Росії.
У рейтингу IFFHS зайняв 44-те місце серед найкращих воротарів десятиліття (2001-2010 років), до цього рейтингу також потрапило тріо італійських воротарів Буффон, Тольдо та Кудічіні, які в рейтингу посіли вищі місця.

## Клубна кар'єра

### Перші кроки та Аталанта
Народився в місті Бергамо, але дитинство провів у Курно. Вихованець футбольної школи клубу «Аталанта». Дорослу футбольну кар'єру розпочав 1998 року в основній команді того ж клубу, в складі якої так і не провів жодного матчу, виступаючи переважно за різноманітні молодіжні команди клубу.
В 19-річному віці був відданий в оренду до представника італійської Серії C2 клубу «Трієстина», в складі якого в сезоні 1999/00 років провів 23 матчі та пропустив 24 матчі.
Наступного року повернувся з оренди в Бергамо, в той час Аталанта виступала в Серії A, отож для Івана було місце лише третього воротаря, основними того сезону були Альберто Фонтана та Давіде Пінато. Проте через серйозну травму Пінато 5 листопада 2000 року на перших хвилинах матчу Мілан-Аталанта, тому Іван зміг дебютувати в тому матчі на Сан-Сіро в Мілані. Проте надалі Іван почав виступати дуже впевнено, через що навіть Пінато, який одужав після травми, часто залишався в запасі, а в січні Фонтана був проданий у «Наполі». Протягом цих років виборов титул володаря Суперкубка Італії з футболу.

### Перехід до Роми
Своєю грою за останню команду привернув увагу представників тренерського штабу та особисто головного тренера «Роми» Фабіо Капелло, до складу якого приєднався 2001 року за 33 мільйони лір. «Рома» щойно стала переможцем чемпіонату, а Іван став другим воротарем, після Франческо Антоніолі. Наступного сезону в національному чемпіонаті відіграв 19 матчів, в яких пропустив 22 м'ячі.
Сезон 2003/04 років був найкращим для Пеліццолі за період перебування в складі римлян. Він став справжнім «зимовим героєм» клубу (зимове чемпіонство «Роми», друге місце в національному чемпіонаті, відразу після «Мілану», але обидва очні протистояння римляни програли), відіграв 31 матч, в якому пропустив усього 14 м'ячів. Це досягнення дозволило голкіперу отримати нагороду «Золоті ворота», яка щороку вручається воротарю європейського футбольного клубу, який пропустив у свої ворота найменше м'ячів. Цікаво, що на другому місці виявився Тімо Гільдебранд зі «Штутгарту». Крім того став автором найтривалішої «сухої серії» (744 хвилини) серед воротарів «Роми» та 4-го серед голкіперів італійської Серії A. В 2003 році також допоміг «Ромі» вийти до фіналу кубка Італії.
У сезоні 2004/05 років справи клубу йшли не зовсім вдало: Фабіо Капелло перейшов у «Ювентус», після чого в команді почалася кадрова революція та перебудова, до того ж протягом сезону змінилося чотири тренери (Чезаре Пранделлі, Руді Феллер, Луїджі Дельнері та Бруно Конті). Пеліццолі розпочав сезон невдало й після декількох невиразних матчів отримав травму. Того сезону він провів лиш 17 матчів, в яких пропустив 30 м'ячів, через що свій шанс отримав Джанлука Курчі, якого, очевидно, римляни почали готувати саме Джанлуку для того, щоб він став першим воротарем команди в наступному сезоні. А згодом свій шанс отримав навіть Карло Цотті.
Загалом Іван відіграв за «вовків» чотири сезони своєї ігрової кар'єри. Відзначався досить високою надійністю, пропускаючи в іграх чемпіонату в середньому менше одного голу за матч.

### Виступи в Реджині

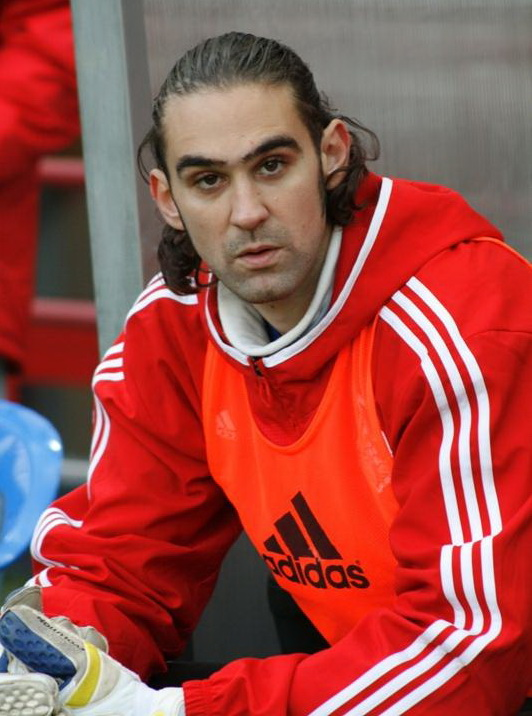
Пеліццолі в футболці московського «Локомотиву»

Таким чином, Пеліццолі перейшов до «Реджини», яку тренував Вальтер Маццаррі, за 50% трансферних прав Реджина заплатила 500 000 євро. Іван розпочав як гравець стартового складу, але через погану фізичну форму став лише другим воротарем і програв конкуренцію Ніколі Паваріні. В червні 2006 року «Рома» передала решту 50% трансферних прав на футболіста абсолютно безкоштовно. З 27 травня 2007 року носить титул почесного громадянина міста Реджо-Калабрія.

### Локомотив (Москва)
31 січня 2007 року він перейшов до представника російської Прем'єр-ліги, московський «Локомотив», з яким підписав 4-річний контракт. Вартість переходу оцінюється в 3 мільйони євро. У складі «Локомотива» Пеліццолі став володарем Кубку Росії 2007 року. Всього провів за «Локомотив» 26 офіційних ігор, з них 20 в чемпіонаті країни, постійного місця в складі завоювати не зумів, в перші два сезони виходив на поле нерегулярно, в сезоні 2009 не провів жодної гри. Під час свого першого сезону в московському клубі боровся за місце першого воротаря з Елдіном Якуповичем, а пізніше й з Іваном Левенцем та Мреком Чехом, й фактично став 4-им воротарем в команді.

### Повернення в Італію
31 серпня 2009 року перейшов в оренду (з правом викупу) до представника італійської Серії B «АльбіноЛеффе», після того як Елдін Якупович повернувся до Москви. Пеліццолі був придбаний італійським клубом, оскільки решта воротарів клубу, Стефано Лаєні, Даніель Оффреді та Паоло Брандуані мали досвід виступів лише в італійській Серії C1. В складі свого нового клубу дебютував 19 вересня 2009 року. Після 3 зіграних матчів у вересні, він втратив місце в стартовому складі й залишався переважно на лавці для запасних. Пеліццолі повернув собі місце в стартовому складі комани лише в листопаді. Проте по завершенні сезону, оскільки гравець більше був на лавці для запасних, ніж грав, а команда вилетіла з чемпіонату, повернувся назад в Росію.
У серпні 2010 року переходить з російського «Локомотива» в «Кальярі», але вже 13 липня 2011 року по завершенні контракту переходить до «Падови». Він дебютував у складі венеціанського клубу в матчі проти «Сампдорії» (2:2), після чого по черзі з Маттіа Періном виходив у стартовому складі команди.
Незважаючи на серйозну травму, підколінного сухожилля, через яку він пропустив місяць тренувльного процесу, а також нищівної критики з боку вболівальників він все ж провів один сезон на високому рівні й був проданий. У той час через збіг декількох травм пост першого воротаря команди завоював Перін.
31 серпня 2012 року в обмін на воротаря Луку Ананію, який відправився в «Падову», перейшов до «Пескари». 23 вересня 2012 року дебютував за свій новий клуб в матчі чемпіонату проти «Болоньї», замінивши дискваліфікованого Періна, й відразу ж у своєму дебютному матчі відбив пенальті у виконанні Алессандро Діаманті. У другому колі чемпіонату часто використовувався як основний воротар, допомагаючи команді демонструвати непогану гру, але в 19 матчах в стартовому складі команда набрала лише 2 очки й незважаючи на те, що Іван в тому сезоні зіграв 21 матч, все ж вилетіла до Серії B.
У сезоні 2014/15 років підписав однорічний контракт з «Віртус Ентелла», лігурійським клубом, який щойно повернувся до Серії B. У листопаді дістав серйозну травму плеча й повернувся до тренувань лише в останніх турах чемпіонату. В 12-ти зіграних матчах пропустив 15 м'ячів, до того ж Ентелла змушена була грати матчі плей-оф за право збереження місця в чемпіонаті проти «Модени», але програла ці матчі. 30 березня 2016 року підписав контракт з «Віченцою» до завершення сезону.
2 листопада 2016 року приєднався до складу клубу «П'яченца», який виступає в італійській Lega Pro. Дебютував у складі свого нового клубу 27 листопада 2016 року в міському дербі проти клубу «Про П'яченца».

## Виступи за збірні
1998 року дебютував у складі юнацької збірної Італії, взяв участь у 1 матчі на юнацькому рівні, пропустивши 1 гол.
Протягом 2000–2004 років залучався до складу молодіжної збірної Італії. На молодіжному рівні зіграв в 11 офіційних матчах, пропустив 6 голів. Виступав на Молодіжному чемпіонаті Європи з футболу 2002 року, на якому італійці дійшли до 1/2 фіналу. Проте в команді був лише третім голкіпером, оскільки основними були Дженеросо Россі та Вітанджело Спадавеккія.
2004 року захищав кольори олімпійської збірної Італії. У складі цієї команди провів 6 матчів, пропустив 8 голів. У складі збірної — учасник  футбольного турніру на Олімпійських іграх 2004 року в Афінах, на якому команда здобула бронзові олімпійські нагороди.
2003 року дебютував в офіційних матчах у складі національної збірної Італії. З 2003 по 2004 року в формі головної команди країни 2 матчі.

## Статистика виступів

### Статистика клубних виступів
| Сезон                               | Команда                             | Чемпіонат                           | Чемпіонат | Чемпіонат | Національний кубок | Національний кубок | Національний кубок | Континентальні кубки | Континентальні кубки | Континентальні кубки | Інші змагання | Інші змагання | Інші змагання | Усього | Усього |
| Сезон                               | Команда                             | Ліга                                | Ігор      | Голів     | Ліга               | Ігор               | Голів              | Ліга                 | Ігор                 | Голів                | Ліга          | Ігор          | Голів         | Ігор   | Голів  |
| ----------------------------------- | ----------------------------------- | ----------------------------------- | --------- | --------- | ------------------ | ------------------ | ------------------ | -------------------- | -------------------- | -------------------- | ------------- | ------------- | ------------- | ------ | ------ |
| 1998–99                             | Аталанта                            | B                                   | 0         | -0        | КІ                 | 0                  | -0                 | -                    | -                    | -                    | -             | -             | -             | 0      | -0     |
| 1999–00                             | Трієстіна                           | C2                                  | 23        | -24       | КІ-C               | ?                  | -?                 | -                    | -                    | -                    | -             | -             | -             | 23+    | -24+   |
| 2000–01                             | Аталанта                            | A                                   | 30        | -31       | КІ                 | 7                  | -9                 | -                    | -                    | -                    | -             | -             | -             | 37     | -40    |
| 2001–02                             | Рома                                | A                                   | 5         | -4        | КІ                 | 1                  | -3                 | ЛЧ                   | 2                    | -3                   | СІ            | 1             | -0            | 9      | -10    |
| 2002–03                             | Рома                                | A                                   | 19        | -22       | КІ                 | 6                  | -9                 | ЛЧ                   | 3                    | -3                   | -             | -             | -             | 28     | -34    |
| 2003–04                             | Рома                                | A                                   | 31        | -14       | КІ                 | 0                  | -0                 | КУЄФА                | 3                    | -2                   | -             | -             | -             | 34     | -16    |
| 2004–05                             | Рома                                | A                                   | 17        | -30       | КІ                 | 0                  | -0                 | ЛЧ                   | 4                    | -12                  | -             | -             | -             | 21     | -42    |
| Усього в Ромі                       | Усього в Ромі                       | Усього в Ромі                       | 72        | -70       |                    | 7                  | -12                |                      | 12                   | –                    |               | 1             | -0            | 92     | -102   |
| 2005–06                             | Реджина                             | A                                   | 20        | -41       | КІ                 | 2                  | -2                 | -                    | -                    | -                    | -             | -             | -             | 22     | -43    |
| 2006-січ. 2007                      | Реджина                             | A                                   | 21        | -28       | КІ                 | 3                  | -1                 | -                    | -                    | -                    | -             | -             | -             | 24     | -29    |
| Усього в Реджині                    | Усього в Реджині                    | Усього в Реджині                    | 41        | -69       |                    | 5                  | -3                 |                      | -                    | -                    |               | -             | -             | 46     | -72    |
| 2007                                | Локомотив (Москва)                  | ПЛ                                  | 12        | -14       | КР                 | 0                  | -0                 | КУЄФА                | 6                    | -8                   | -             | -             | -             | 18     | -22    |
| 2008                                | Локомотив (Москва)                  | ПЛ                                  | 8         | -14       | КР                 | 2                  | -?                 | -                    | -                    | -                    | СР            | 0             | -0            | 10     | -14+   |
| бер.-вер. 2009                      | Локомотив (Москва)                  | ПЛ                                  | 0         | -0        | КР                 | 0                  | -0                 | -                    | -                    | -                    | -             | -             | -             | 0      | -0     |
| Усього в складі Локомотиву (Москва) | Усього в складі Локомотиву (Москва) | Усього в складі Локомотиву (Москва) | 20        | -28       |                    | 2                  | -?                 |                      | 6                    | -8                   |               | 0             | -0            | 28     | -36+   |
| 2009–10                             | Альбінолеффе                        | B                                   | 23        | -25       | КІ                 | 0                  | -0                 | -                    | -                    | -                    | -             | -             | -             | 23     | -25    |
| 2010–11                             | Кальярі                             | A                                   | 1         | 0         | КІ                 | 2                  | -3                 | -                    | -                    | -                    | -             | -             | -             | 3      | -3     |
| 2011–12                             | Падова                              | B                                   | 17        | -17       | КІ                 | 2                  | -4                 | -                    | -                    | -                    | -             | -             | -             | 19     | -21    |
| сер. 2012                           | Падова                              | B                                   | 1         | -1        | КІ                 | 2                  | -4                 | -                    | -                    | -                    | -             | -             | -             | 3      | -5     |
| Усього в Падові                     | Усього в Падові                     | Усього в Падові                     | 18        | -18       |                    | 4                  | -8                 |                      | -                    | -                    |               | -             | -             | 22     | -26    |
| 2012–13                             | Пескара                             | A                                   | 11        | -18       | КІ                 | 1                  | -4                 | -                    | -                    | -                    | -             | -             | -             | 12     | -22    |
| 2013–14                             | Пескара                             | B                                   | 20        | -24       | КІ                 | 1                  | -0                 | -                    | -                    | -                    | -             | -             | -             | 21     | -24    |
| Усього в Пескарі                    | Усього в Пескарі                    | Усього в Пескарі                    | 31        | -42       |                    | 2                  | -4                 |                      | -                    | -                    |               | -             | -             | 33     | -46    |
| 2014–15                             | Вітрус Ентелла                      | B                                   | 11        | -15       | КІ                 | 2                  | -3                 | -                    | -                    | -                    | -             | -             | -             | 13     | -18    |
| 2015–16                             | Віченца                             | B                                   | 1         | -0        | КІ                 | -                  | -                  | -                    | -                    | -                    | -             | -             | -             | 1      | -0     |
| лис. 2016–17                        | П'яченца                            | LP                                  | 0         | -0        | КІ-LP              | -                  | -                  | -                    | -                    | -                    | -             | -             | -             | 1      | -0     |
| Усього за кар'єру                   | Усього за кар'єру                   | Усього за кар'єру                   | 272       | -322      |                    | 31+                | -42+               |                      | 18                   | -28                  |               | 1             | -0            | 322+   | -392+  |

### Статистика виступів за збірну
| Міжнародні виступи та голи | Міжнародні виступи та голи | Міжнародні виступи та голи | Міжнародні виступи та голи | Міжнародні виступи та голи | Міжнародні виступи та голи | Міжнародні виступи та голи   |
| #                          | Дата                       | Місце проведення           | Суперник                   | Результат                  | Голи                       | Змагання                     |
| -------------------------- | -------------------------- | -------------------------- | -------------------------- | -------------------------- | -------------------------- | ---------------------------- |
| 1.                         | 30 квітня 2003             | Женева, Швейцарія          | Швейцарія                  | 2–1                        | 0                          | Товариський                  |
| 1.                         | 12 серпня 2004             | Волос, Греція              | Гана U-23                  | 2–2                        | 0                          | Олімпіада 2004 (Італія U-23) |
| 2.                         | 15 серпня 2004             | Волос, Греція              | Японія U-23                | 3–2                        | 0                          | Олімпіада 2004 (Італія U-23) |
| 3.                         | 18 серпня 2004             | Пірей, Греція              | Парагвай U-23              | 0–1                        | 0                          | Олімпіада 2004 (Італія U-23) |
| 4.                         | 21 серпня 2004             | Пірей, Греція              | Малі U-23                  | 1–0 (дод.ч.)               | 0                          | Олімпіада 2004 (Італія U-23) |
| 5.                         | 24 серпня 2004             | Пірей, Греція              | Аргентина U-23             | 0–3                        | 0                          | Олімпіада 2004 (Італія U-23) |
| 6.                         | 27 August 2004             | Салоніки, Греція           | Ірак U-23                  | 1–0                        | 0                          | Олімпіада 2004 (Італія U-23) |
| 2.                         | 17 November 2004           | Мессіна, Італія            | Фінляндія                  | 1–0                        | 0                          | Товариський                  |

## Титули і досягнення
- Campionato Nazionale Primavera
  -  Чемпіон (1): 1998/99
- Суперкубок Італії (1) («Рома»):
  -  Володар (6): 2001
- Кубок Росії (1) («Локомотив» (Москва)):
  -  Володар (1): 2006/07
- Літні Олімпійські ігри
  -  Бронзовий призер (1): 2004

## Нагороди
- Кавалер ордену «За заслуги перед Італійською Республікою» (27 вересня 2004 року)[10]